# Jennifer O'Donnell
Jennifer O'Donnell, född 12 oktober 1973, är en amerikansk bågskytt. Hon deltog vid olympiska sommarspelen 1992.